# Ambulance

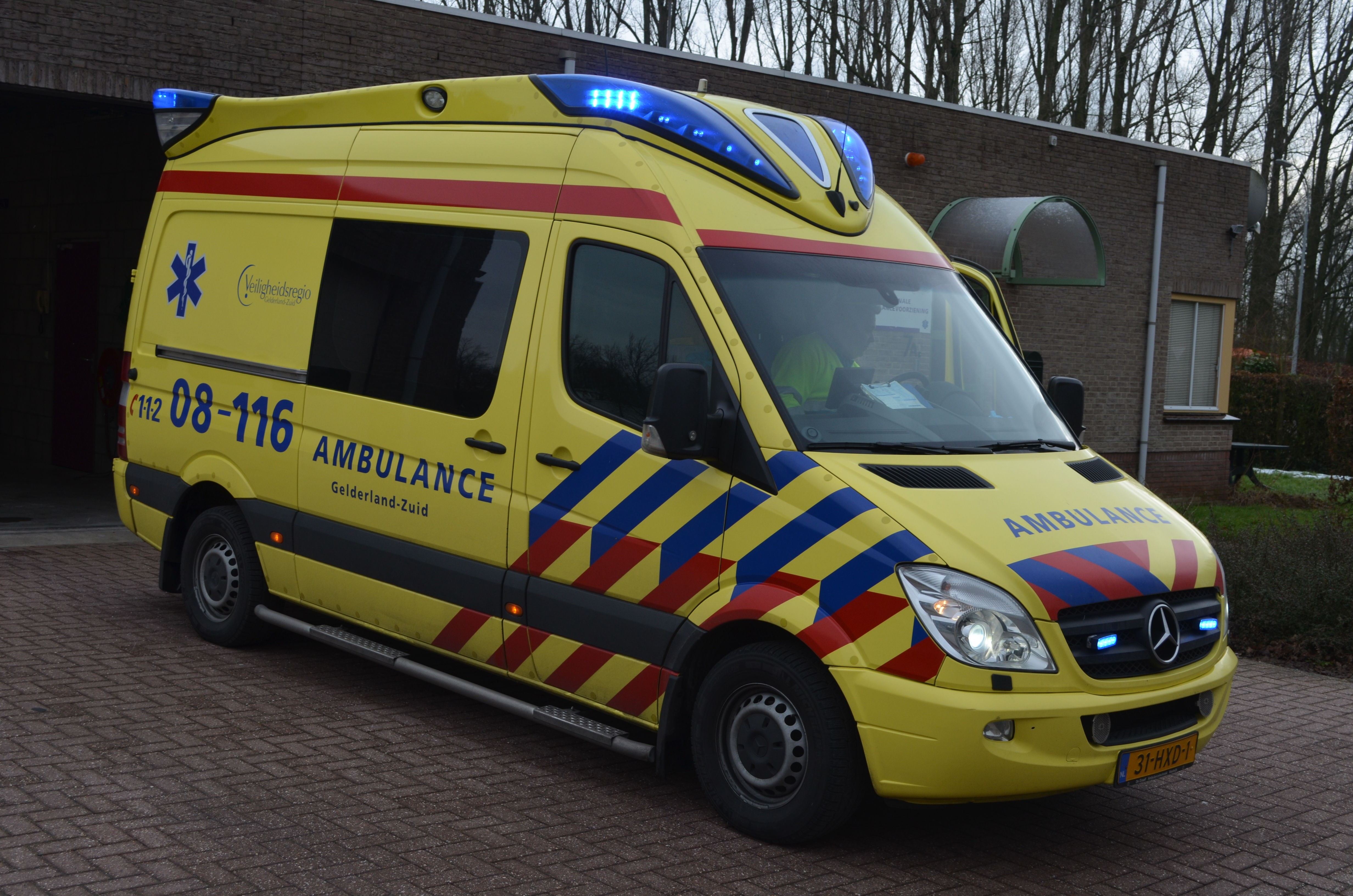
Ambulance uit de veiligheidsregio Gelderland-Zuid (2013)

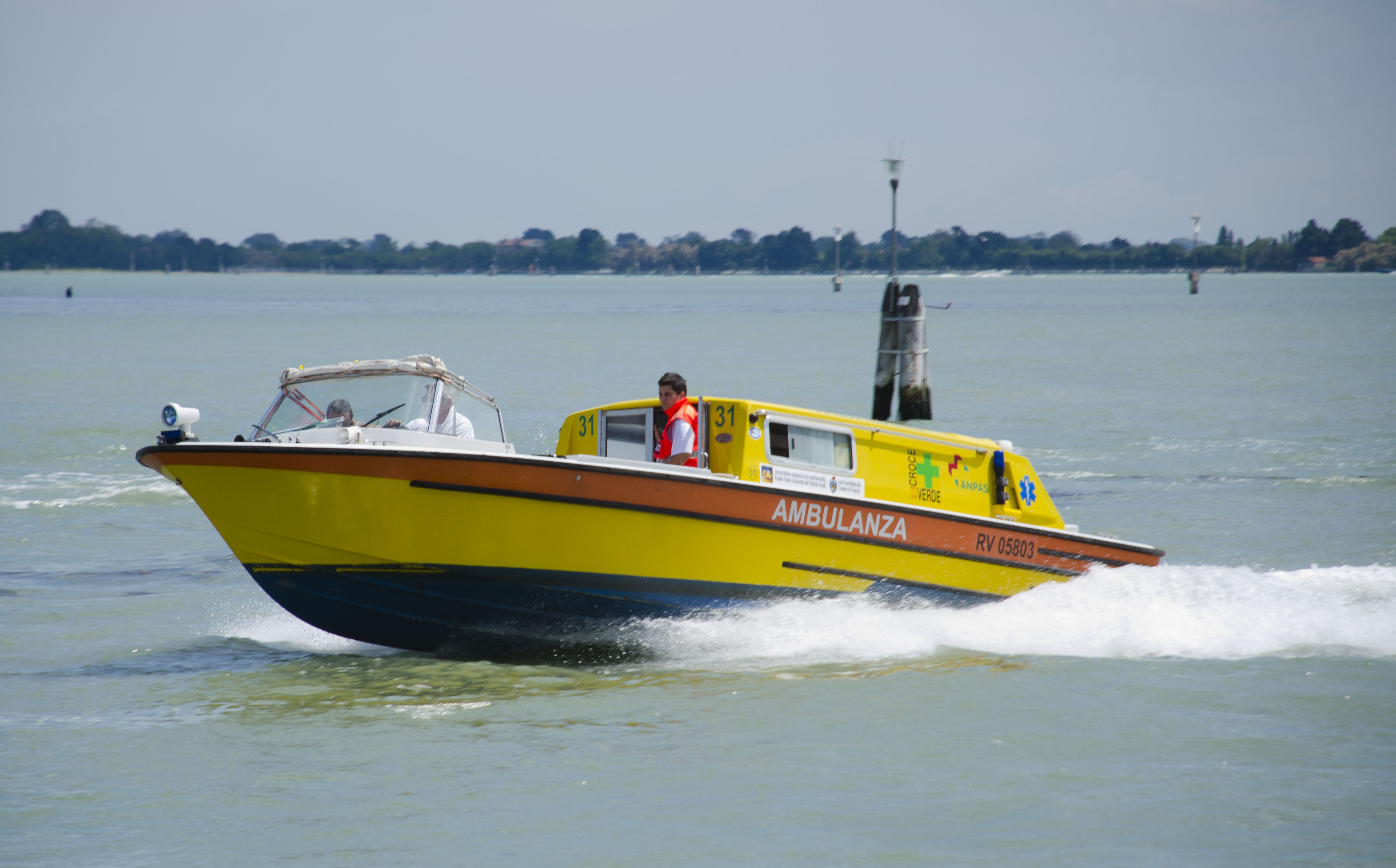
Ambulanceboot in de Lagune van Venetië

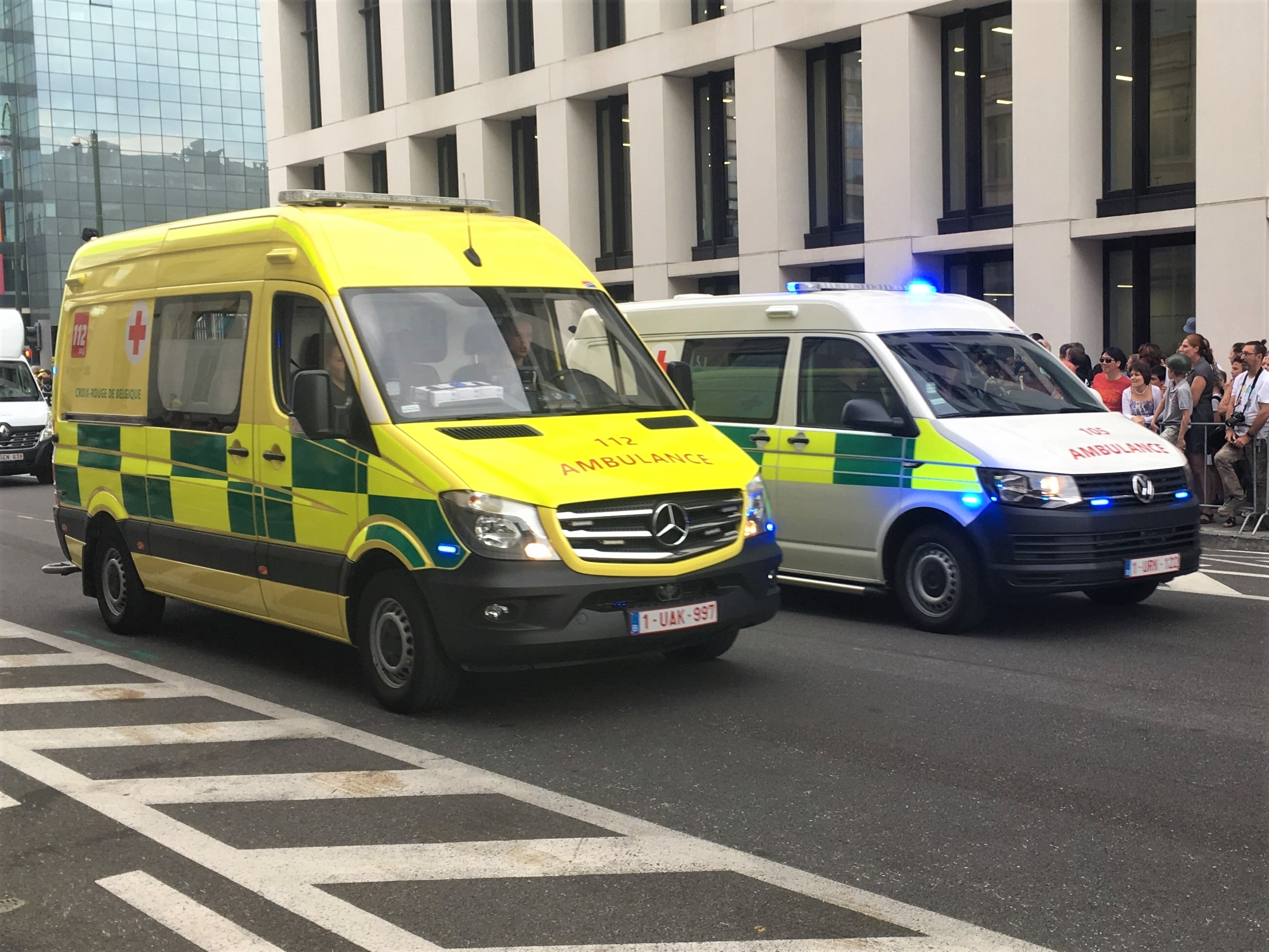
Ambulances van het type dringend ziekenvervoer (links) en het intermediaire type (rechts) van het Belgische Rode Kruis met battenburgpatronen (2018)

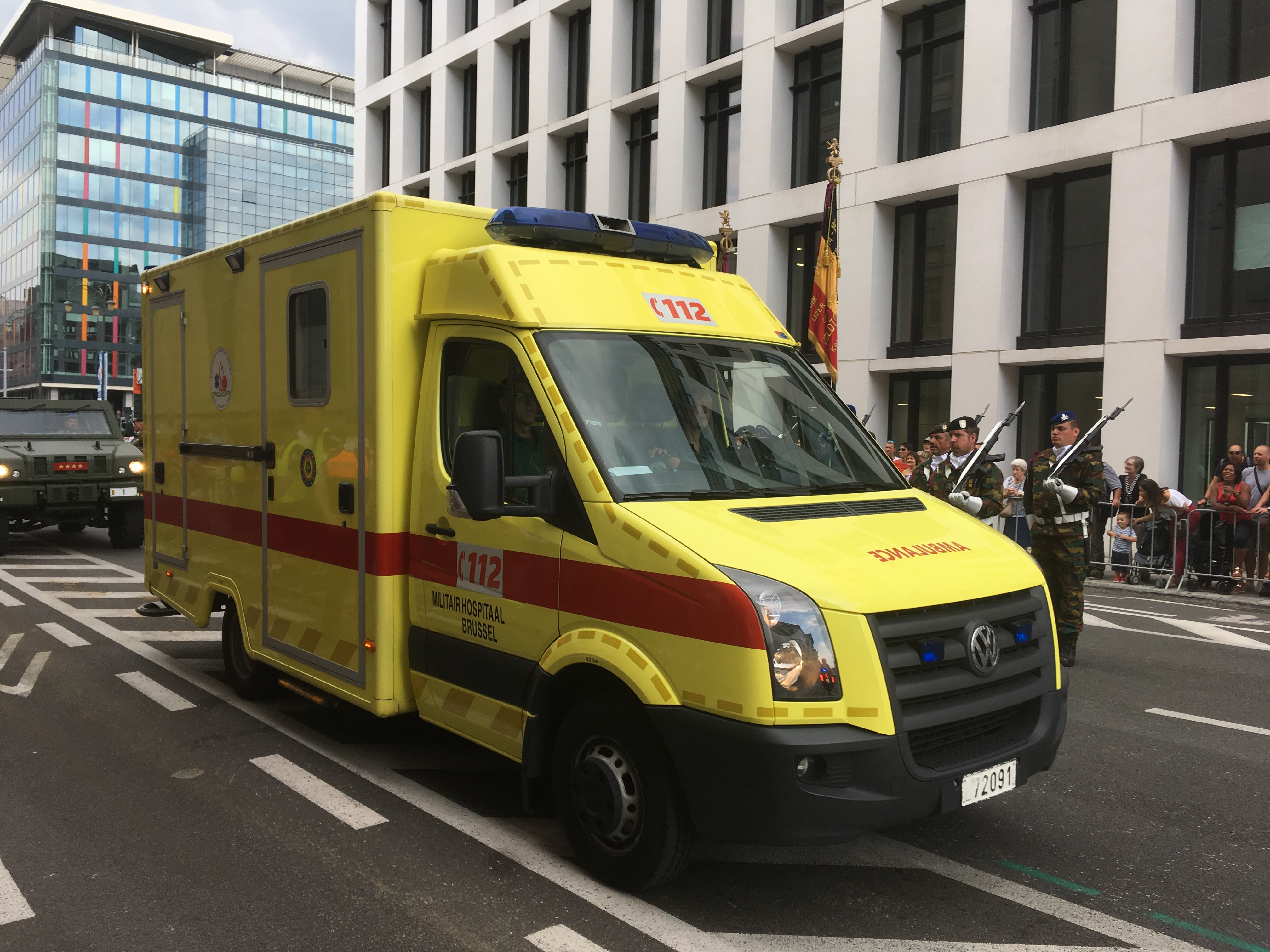
Ambulance van het Militair Hospitaal Koningin Astrid met oude striping (2018)

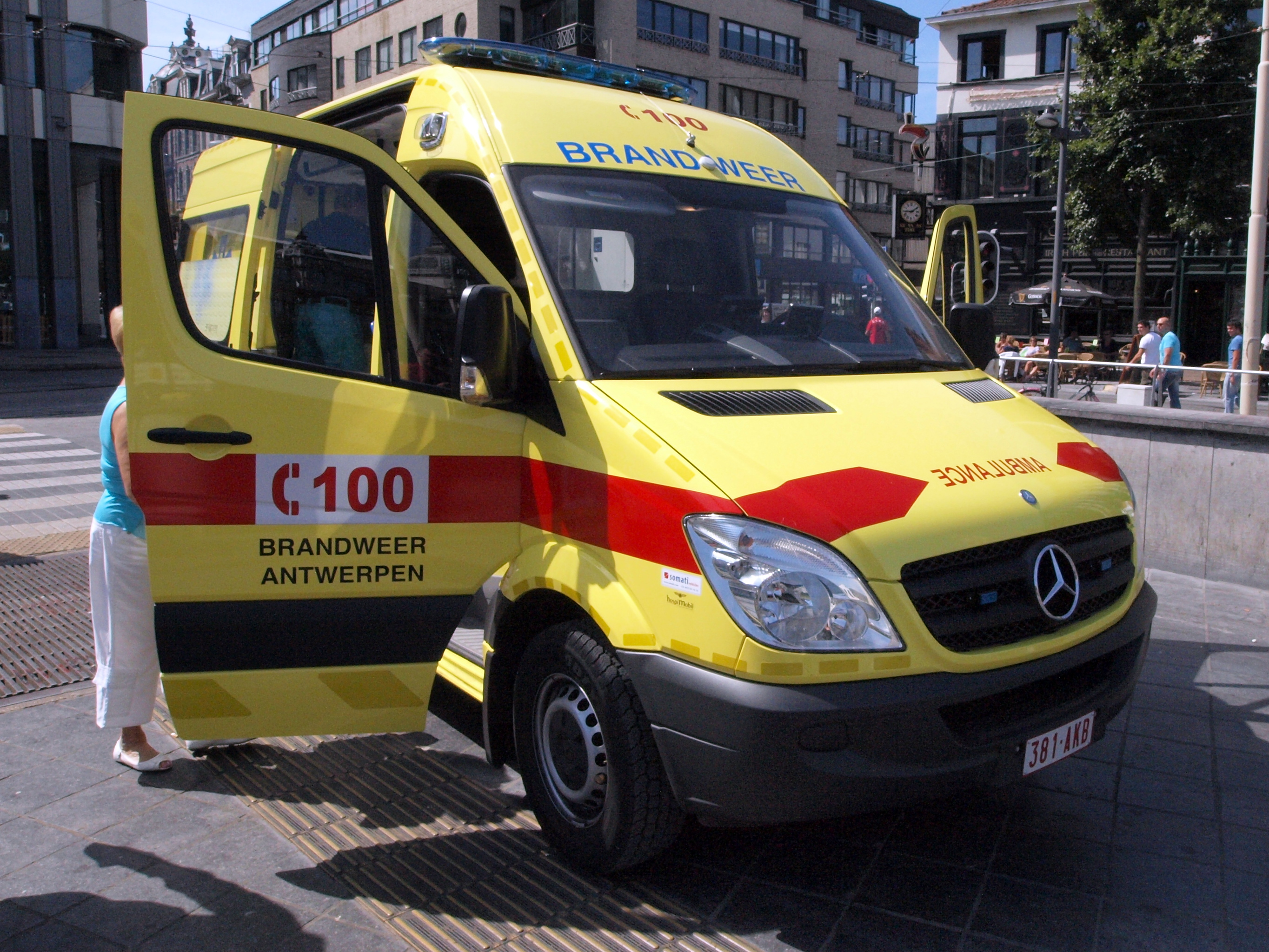
Ambulance van de Antwerpse brandweer met oude striping en het oude noodnummer 100 (2009)

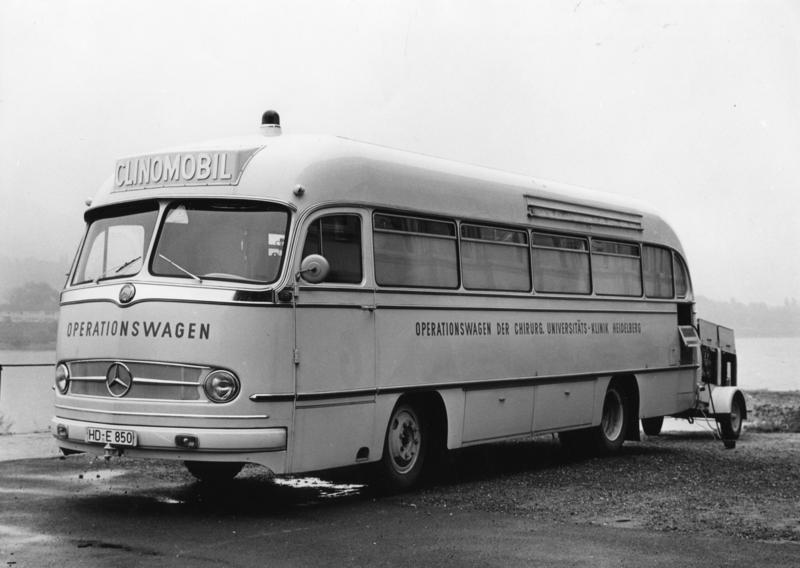
Duitse operatiewagen (1957)

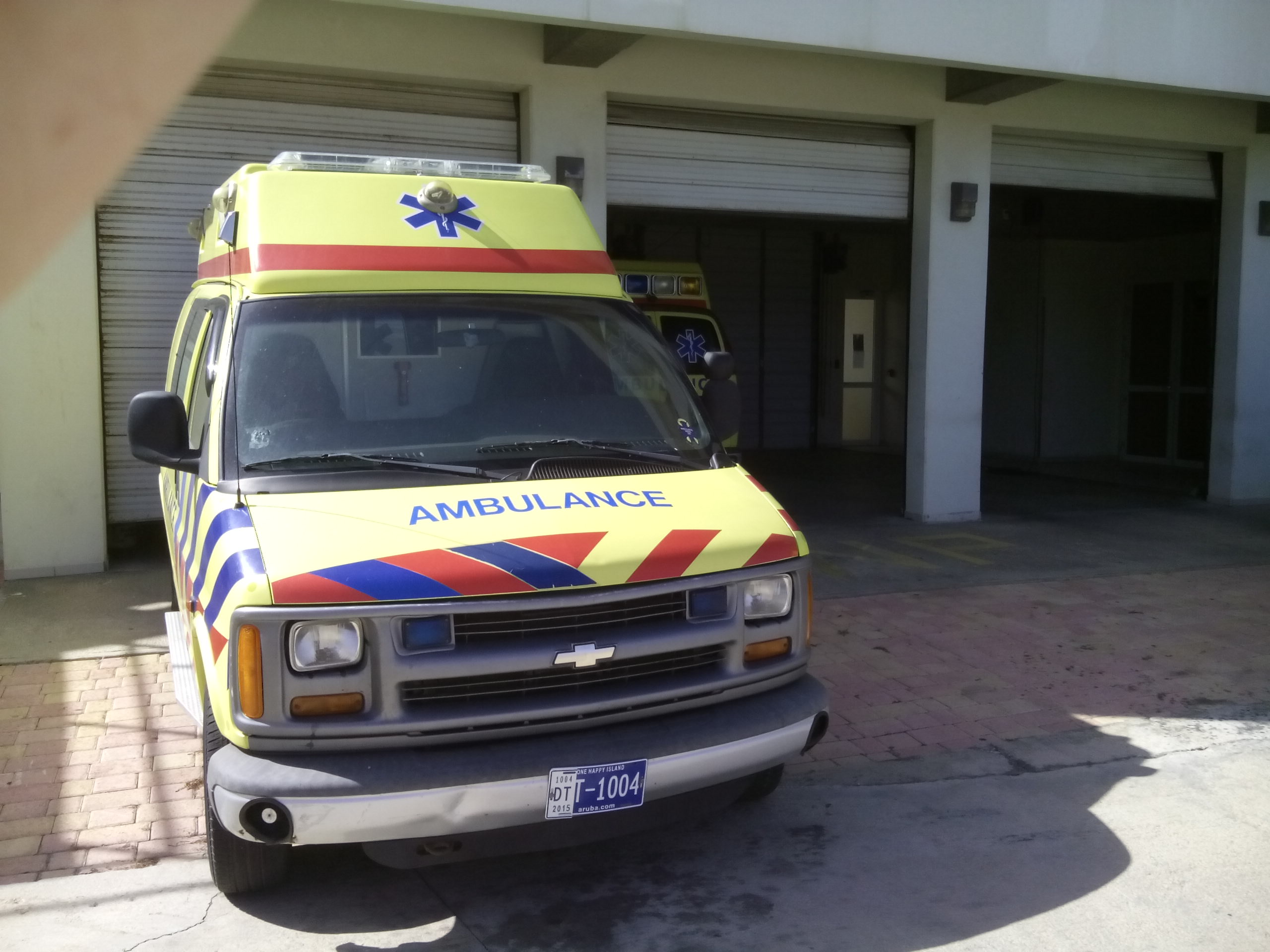
Ambulance in San Nicolaas (Aruba)

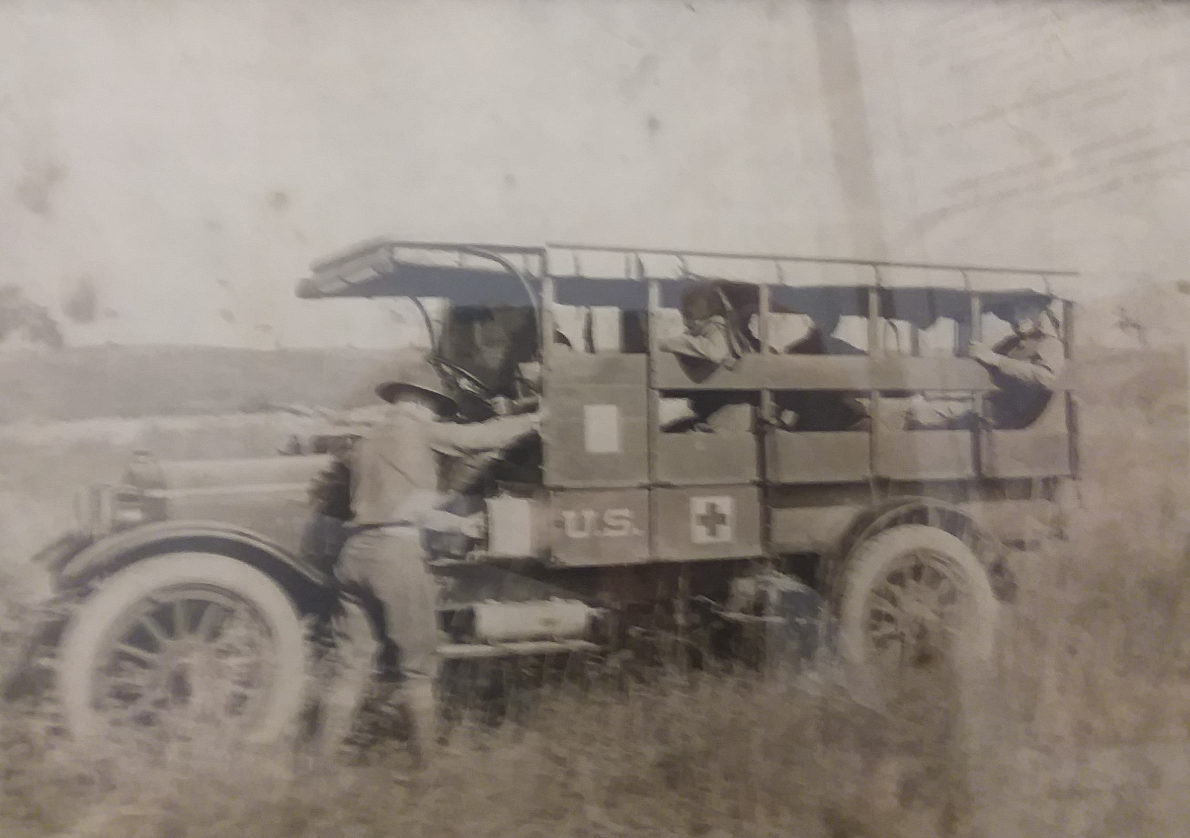
Een ambulance van het Rode Kruis in 1917

Een ambulance is een speciaal aangepast en uitgerust vervoermiddel voor interventies om op een veilige manier hulpverlening aan te bieden bij spoedeisende hulp. Een ambulancevoertuig kan een ziekenwagen zijn, maar ook een vliegtuig of een boot. Om patiënten snel te repatriëren naar het hospitaal wordt vaak een helikopter ingezet. Een ambulancevoertuig beschikt over het nodige materiaal zoals monitoring, brancard en de eerste hulp bij zorgverstrekking.

## Eerste hulp
Een ambulanceteam biedt de eerst professionele hulp ter plaatsen en beschikt over een ambulance die speciaal is uitgerust met allerlei mogelijkheden om: 
- Medische hulpverleners en hulpmiddelen ter plaatsen te krijgen.
- Ruimte en privacy te bieden voor behandeling van slachtoffers en/of patiënten.
- Mensen met dringende verdere hulp kan vervoeren naar een dichtstbijzijnde of zelfgekozen ziekenhuis.

## Geschiedenis en etymologie
Tot en met de eerste helft van de 20e eeuw waren het vooral oorlogen die de impuls gaven tot de ontwikkeling van mobiele medische hulpverlening. Zo was het Spaanse leger in de 15e eeuw het eerste (Europese) leger dat zijn strijdkrachten van een veldhospitaal voorzag. In het Franse leger werd in de 18e eeuw de term hôpital ambulant in gebruik genomen voor verplaatsbare veldhospitalen, afgeleid van het Latijnse woord ambulare (lopen, reizen). Deze term werd later afgekort tot ambulance. Toen tijdens de Eerste Wereldoorlog vervolgens de motorisering van het transport opmars maakte, werd de term ambulance door het Britse leger overgenomen voor de opkomende automobielen voor het transport van gewonden van het slagveld. Vaak waren dit nog steeds eenvoudige vervoersmiddelen; met name kleine vrachtwagens met eenvoudige berries. De aanwezigheid van verschillende legers op een kleine oppervlakte tijdens de Eerste Wereldoorlog zorgde snel voor een brede verspreiding van het begrip.
Wanneer de oorlog afgelopen was en de economie weer op gang kwam, kwam ook de motorisering van het burgerlijk personenvervoer tot volle ontwikkeling. Ambulances waren vanaf dan gaandeweg niet enkel meer te vinden bij het leger. In België namen onder andere ziekenhuizen, het Rode Kruis en ziekenfondsen het initiatief op zich om het burgerlijk ziekenvervoer te organiseren. In de grotere steden zoals Brussel, Gent en Antwerpen werd ook de brandweer belast met het uitbaten van ambulances. Veel van deze ambulances werden in die tijd voorzien van het Rode Kruissymbool, ook al behoorde de ambulance niet tot het leger of het officiële Rode Kruis.

## Uitrusting

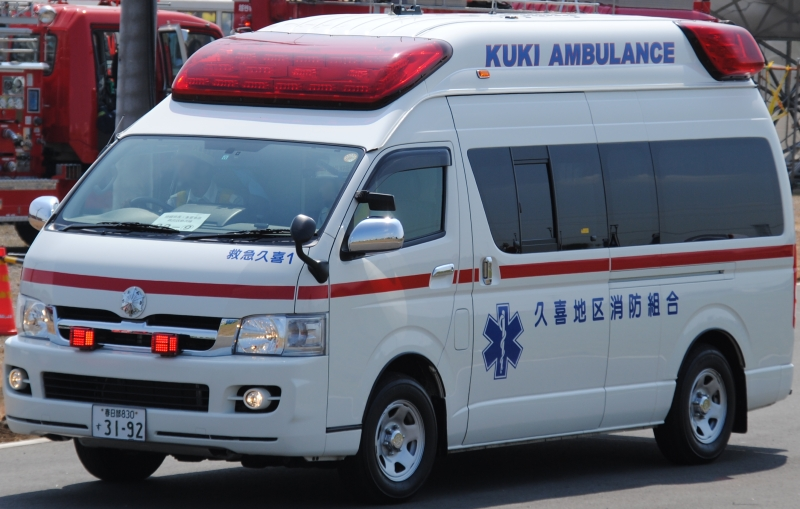
Een Japanse ambulance (kyuu-kyuusha, 救急車) beschikt over moderne technologie zoals automatische spraakvoorziening wanneer de ambulance wil uitrukken of waarschuwen (bijvoorbeeld: "De ambulance slaat rechtsaf, maak ruimte!").

Een ambulance is uitgerust met medische apparatuur en medicatie voor het verlenen van professionele eerste hulp. De ambulance kan gezien worden als een rijdende spoedafdeling, waar een diagnose wordt gesteld en een behandeling wordt gestart. Doel van de behandeling is de patiënt stabiel te maken zodat deze veilig vervoerd kan worden naar een ziekenhuis waar de verdere behandeling kan plaatsvinden. Een ambulance kan ook worden gebruikt om patiënten van het ene naar het andere ziekenhuis te vervoeren. Soms kan de ambulanceverpleegkundige de patiënt ter plekke behandelen, zodat vervoer naar een ziekenhuis niet nodig is. Niet alleen bespaart men hiermee kosten, maar neemt ook de druk af op de spoedafdelingen van ziekenhuizen.
Ambulances zijn onder andere uitgerust met ECG-apparatuur (om een zogenoemd hartfilmpje te maken), beademingsapparatuur en materiaal voor ongevalsbehandelingen zoals spalken en nekkragen. Om de patiënten veilig te vervoeren beschikt iedere ambulance over een brancard; daarnaast heeft men ook de beschikking over een wervelplank waarmee een slachtoffer goed gefixeerd kan worden wanneer letsel aan de wervelkolom vermoed wordt. Verder zijn allerhande medicijnen beschikbaar die noodzakelijk zijn om problemen met hart, longen en bloedvaten direct te behandelen. Ook is in de ambulance een defibrillator aanwezig om het hartritme van iemand die bewusteloos is geraakt of in elkaar is gezakt te herstellen of om dit bij een vermoeden van een hartstilstand weer op gang te brengen. Dit is heel belangrijk omdat een afwijking aan het hart en zeker een hartstilstand levensbedreigend kan zijn. Alle Nederlandse ambulances hebben dezelfde apparatuur en medicijnen aan boord; de fabrikant van de apparatuur kan verschillen, maar de onderzoeks- en behandelmogelijkheden zijn gelijk.
Tot de uitrusting behoort ook een knuffelbeest, wat van belang kan zijn om iemand gerust te stellen.

### België

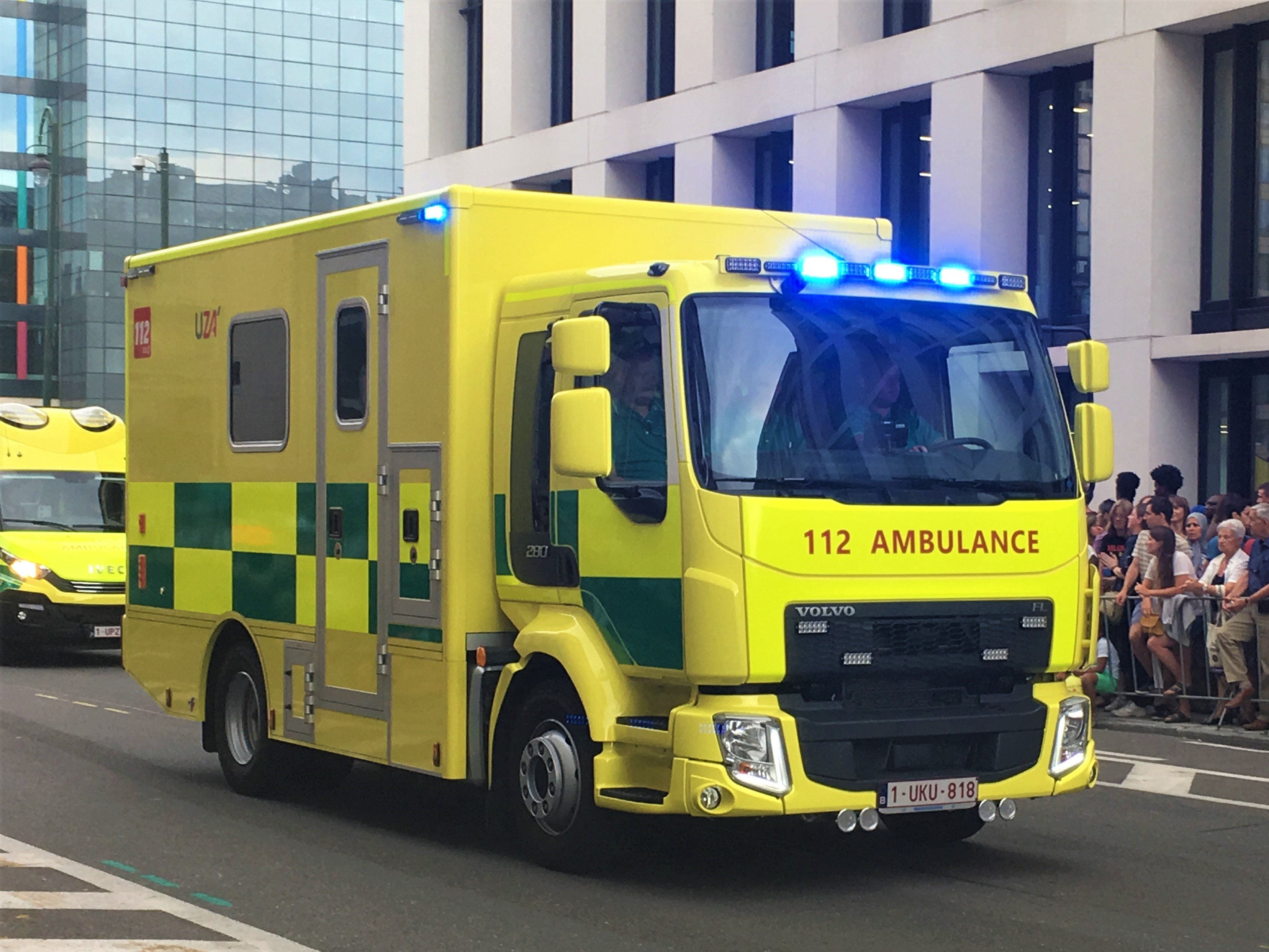
MICU-ambulance van het UZA met battenburgkleuren (2018)

Een Belgische ambulance voor secundair ambulancevervoer (2017). Merk op dat het noodnummer 112 ontbreekt op de rode streep, en dat het om een oude belettering gaat.

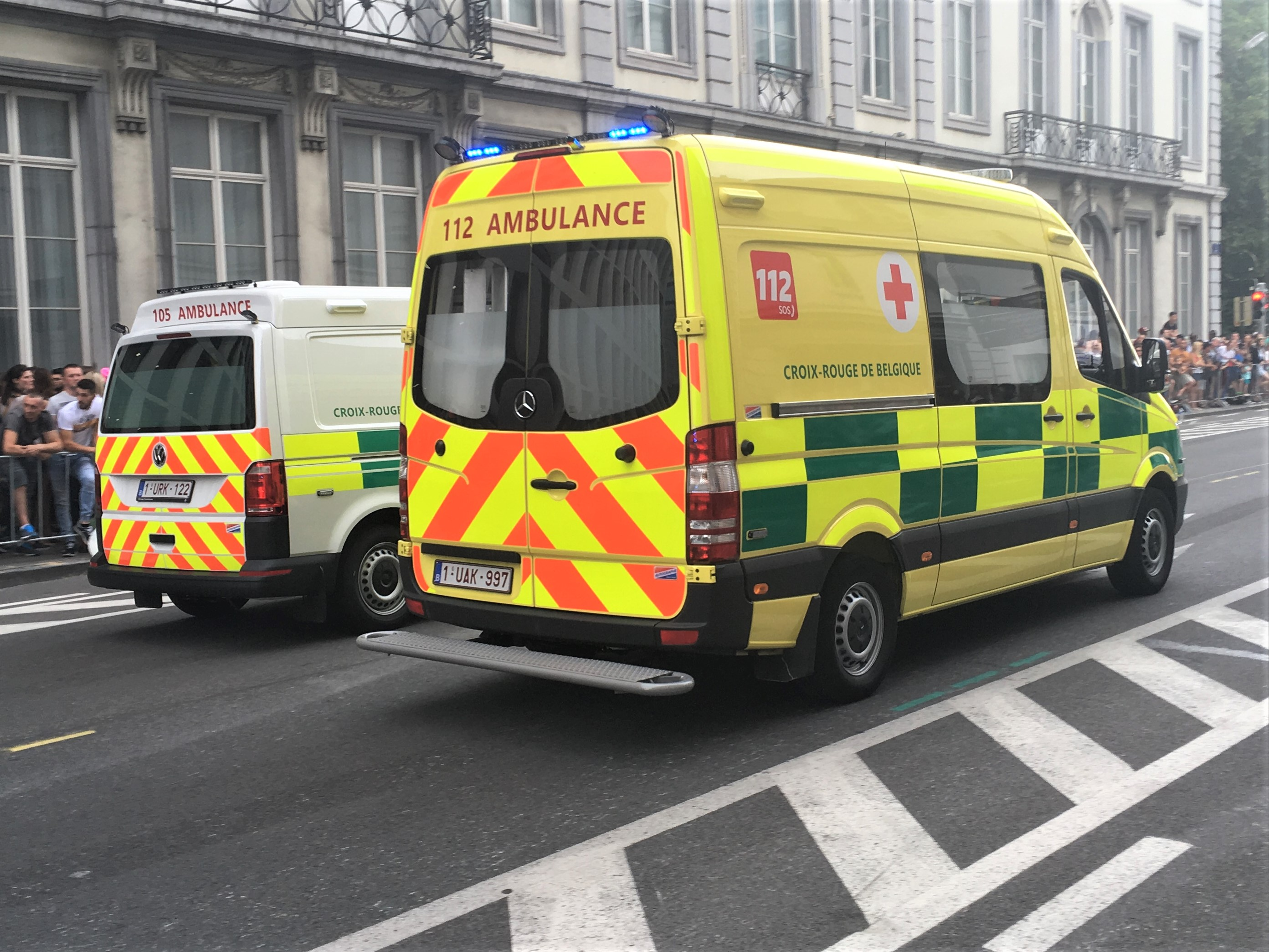
Ambulances van het intermediaire type (links) en het type dringend ziekenvervoer (rechts) van het Belgische Rode Kruis met battenburgpatronen (2018)

In België is de uitrusting van een ambulance vastgelegd. Er is een minimumuitrusting, met verplicht aanwezig materiaal, en facultatief aanwezig materiaal dat mag aanwezig zijn. Extra materiaal dat niet beschreven is, mag niet worden voorzien in de ziekenwagen zonder toestemming van de provinciale commissie Dringende Geneeskundige Hulpverlening. Regelmatig publiceert de FOD Volksgezondheid een omzendbrief in het Belgisch Staatsblad met wijzigingen aan de minimumuitrusting. Dit is omdat hulpverlener-ambulanciers slechts opgeleid zijn om om te gaan met het materiaal op deze twee lijsten.

## Ambulancepersoneel
De bemanning van ambulances en de opleiding van het ambulancepersoneel verschilt van land tot land.

### Nederland
Ambulances in Nederland worden bemand door een ambulancechauffeur en een ambulanceverpleegkundige. De verpleegkundige heeft buiten de reguliere opleiding in het ziekenhuis diverse specialisatieopleidingen gevolgd en gewerkt op ziekenhuisafdelingen als de intensive care (algemeen en/of cardiologie), anesthesie of een spoedeisendehulpafdeling. Alle ambulanceverpleegkundigen in Nederland dienen in bezit te zijn van een diploma ambulanceverpleegkundige behaald bij een instelling geaccrediteerd door het College Zorg Opleidingen (CZO). Anno 2016 is de Academie voor Ambulancezorg (voorheen de Stichting Opleidingen Scholingen Ambulancehulpverleners) de enige instelling in Nederland geaccrediteerd voor deze opleiding. De ambulancechauffeurs hebben eveneens een door het CZO geaccrediteerde opleiding bij de Academie voor Ambulancezorg gevolgd. Deze opleiding is gericht op rijvaardigheid en -techniek en medisch assisterende handelingen.
Op de ambulance wordt met landelijke protocollen (LPA) gewerkt, waarin is vastgelegd welke (be)handelingen bij welke diagnose kunnen worden toegepast. In de Verenigde Staten bijvoorbeeld werkt men ook met protocollen, maar moet een arts in het ziekenhuis worden geraadpleegd alvorens men een geneesmiddel mag toedienen of een handeling mag uitvoeren. In Nederland mogen de medewerkers het protocol zonder overleg uitvoeren of er met goede reden van afwijken zonder overleg met een arts. De overheid heeft door middel van de Wet BIG vastgelegd dat ambulanceverpleegkundigen in spoedeisende omstandigheden bevoegd zijn medische handelingen te verrichten die normaliter zijn voorbehouden aan een arts. Een ambulanceverpleegkundige is geen 'halve arts' maar een verpleegkundige met gespecialiseerde kennis en bevoegdheid op het gebied van acuut noodzakelijke medische zorg.
Ambulancepersoneel wordt regelmatig bijgeschoold. Dit gebeurt landelijk: iedere vijf jaar dienen alle verplichte landelijke en regionale bijscholingen te zijn bijgewoond, zo niet verliest men zijn bevoegdheid. Ook dienen zowel de chauffeur als de verpleegkundige een praktijktoets positief af te ronden.

### België

#### Erkenning
Ambulances ingeschakeld in de Dringende Geneeskundige Hulpverlening (het 112-systeem) moeten bemand worden door minimaal twee erkende hulpverlener-ambulanciers. Ambulanciers hebben een basisopleiding gevolgd van minimaal 172 uren (waarvan 132 uren theoretische en praktische lessen en 40 uren stage) aan een provinciale ambulanciersschool. Na het succesvol afronden van de opleiding krijgt een ambulancier een 112-badge. Het hebben van een 112-badge is verplicht voor alle ambulanciers; zij moeten deze ook dragen tijdens hun diensturen. Jaarlijks moeten ambulanciers minstens 24 uren bijscholing volgen en vijfjaarlijks moeten zij opnieuw een examen afleggen om de 112-badge te behouden.

#### Verpleegkundigen en artsen

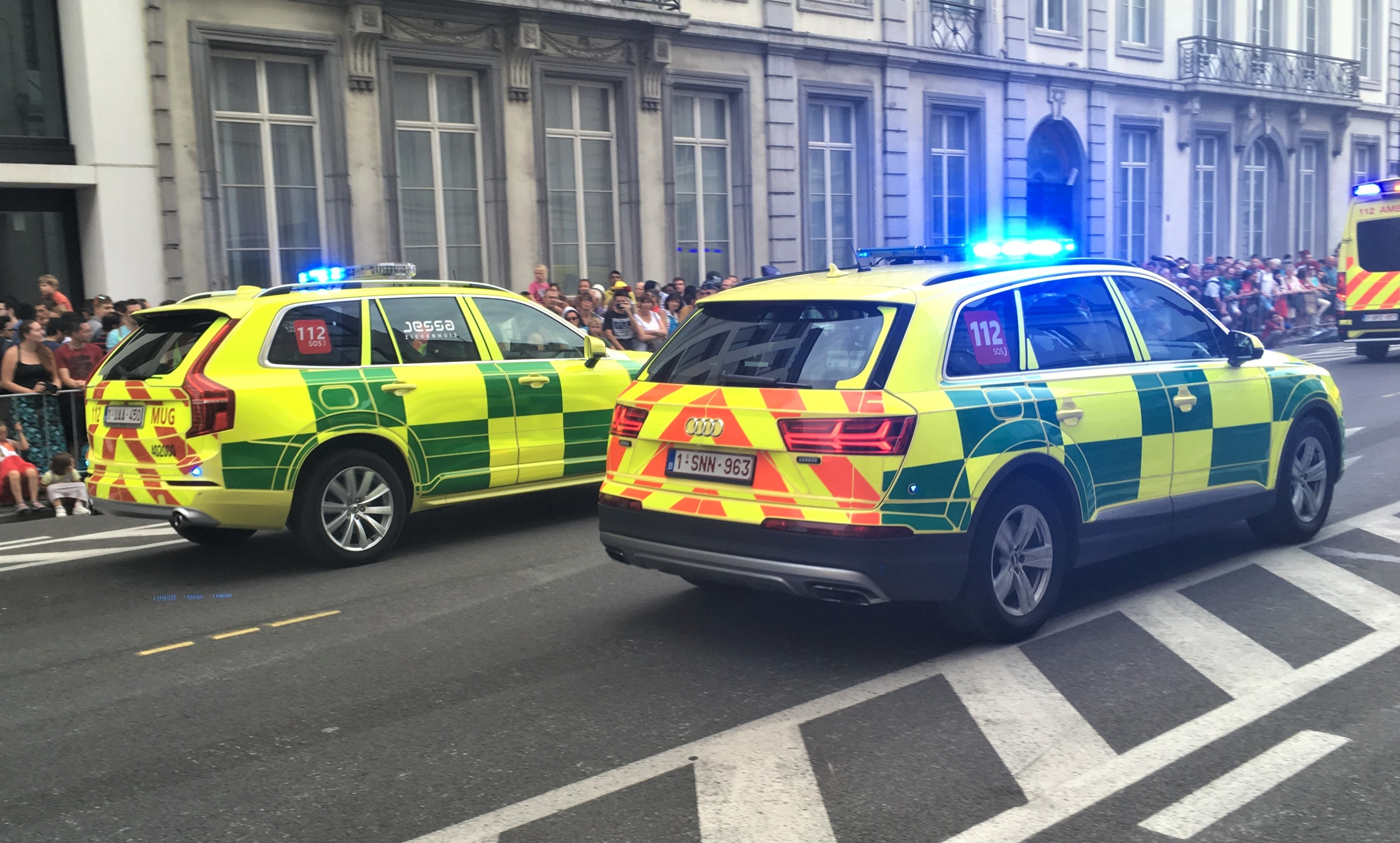
Nieuwe MUG-voertuigen met battenburgpatronen (2018).

Sommige brandweerkorpsen bestaffen hun ambulances met een hulpverlener-ambulancier en een verpleegkundige die eveneens in het bezit is van een 112-badge (na het volgen van de opleiding ambulancier). Spoedverpleegkundigen (met de bijzondere beroepstitel in de intensieve zorg en spoedgevallenzorg) mogen ook een ambulance bemannen; zij hoeven geen aparte 112-badge te halen. Sommige ziekenhuizen bestaffen hun ambulances met een spoedverpleegkundige (al dan niet als Paramedisch Interventieteam). Sinds 2008 zijn er namelijk ook Paramedische Interventieteams (PIT); dit zijn ambulances die bij wijze van proefproject door de overheid gefinancierd worden en een ambulancier en spoedverpleegkundige aan boord hebben. Zij zijn gestationeerd bij de spoedgevallendiensten van ziekenhuizen. Zij tellen niet mee als klassieke ambulance, maar vormen een aparte categorie interventiediensten naast de klassieke 112 ambulances en de Mobiele Urgentiegroepen. Mobiele Urgentiegroepen (MUG) zijn gespecialiseerde teams van een urgentiearts en spoedverpleegkundige die gespecialiseerde dringende zorgen bieden aan patiënten met levensbedreigende aandoeningen. Deze zijn net als een PIT gestationeerd bij de spoedgevallendienst van een ziekenhuis. Een MUG-team beschikt enkel over een interventiewagen en vervoert zelf dus geen patiënten; het vervoer is steeds voor rekening van een ambulance. Een PIT functioneert als een soort tussenniveau tussen een MUG en een klassieke 112-ambulance.

#### Ambulanciersopleiding
De opleiding tot ambulancier dient gevolgd te worden aan een provinciale opleidingsschool en ze bestaat uit een theoretisch deel (o.a. anatomie, fysiologie, levensbedreigende aandoeningen, pathologieën, pediatrie, zwangerschap en bevalling, kinématiek en traumazorg, zuurstoftherapie, radiocommunicatie, ramphulpverlening) en praktijklessen. Hierdoor worden ze opgeleid om de eerst nodige dringende medische handelingen uit te voeren.
Tijdens de opleiding leren ze technieken en 'staande orders' (vooraf vastgestelde protocollen) die belangrijk kunnen zijn tijdens hun inzet, bijvoorbeeld benadering trauma, spalken, spinale immobilisatie, aspireren, assistentie bij intubatie, klaarmaken van een infuus, optrekken van medicatie, parameters nemen (RR, P, AH, SpO2, ECG, glycemie).
Het plaatsen van een intraveneuze katheter, het toedienen van geneesmiddelen of het intuberen van patiënten is voor een verpleegkundige (in beperkte mate) of een arts. Ambulanciers zijn onder meer ook professioneel getraind op het gebied van reanimatie met behulp van een AED, beademingsballon, mayocanules en aspiratie. Ze mogen zelfstandig zuurstof toedienen en moeten ook levensbedreigende aandoeningen kunnen inschatten en de eerste dringende zorgen kunnen toedienen in eventuele afwachting van de Mobiele Urgentiegroep (MUG). De spoedverpleegkundige van de PIT mag aan de hand van zogenaamde 'staande orders' (vooraf vastgestelde protocollen) een aantal extra medische handelingen verrichten.
Na de opleiding dient elke kandidaat-ambulancier een theoretisch en praktisch examen af te leggen alvorens hij/zij op het werkveld zijn stage kan aanvatten. De stage dient afgelegd te worden op een erkende dienst 112 en na het slagen hierop moet de kandidaat-ambulancier ook stage afleggen op een erkende spoeddienst met MUG.

## Inzet

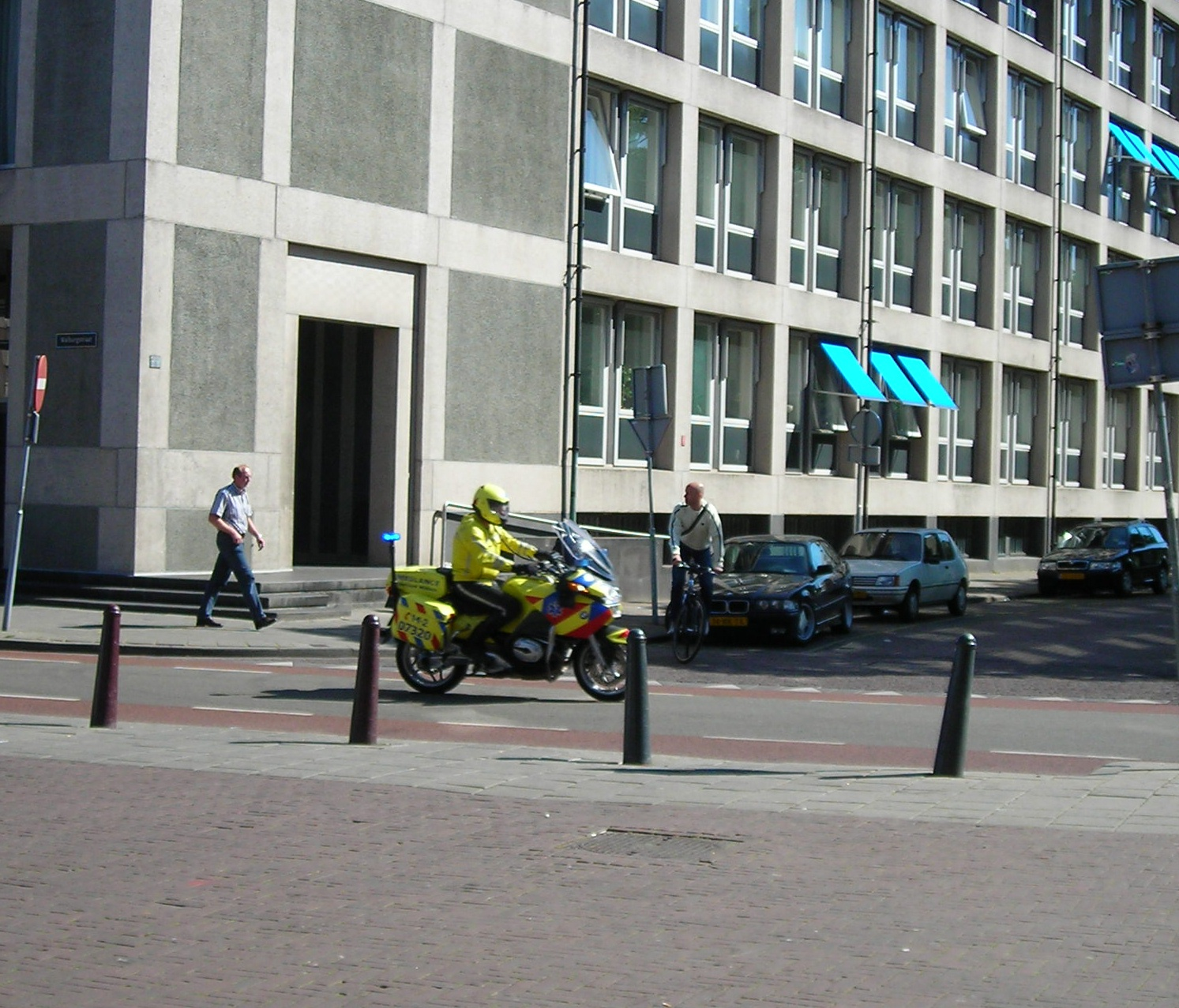
Ambulancemotor in Arnhem

In het centrum van Utrecht wordt op zaterdagen de fietsambulance ingezet. Deze heeft dezelfde apparatuur en medicijnen als de ambulancemotor maar is op drukke plekken zoals winkelcentrum Hoog Catharijne sneller ter plaatse. Een ambulancefietser heeft geen sirene tot zijn beschikking, maar wel een fluit. Een fietsambulance is goedkoper in exploitatie dan een normale ambulance of ambulancemotor

Niet iedere situatie vraagt om dezelfde inzet van ambulancezorg. Veelal zijn er verschillende typen of niveaus van ambulancezorg naargelang de noden van de patiënt.

### Nederland

#### Soorten ambulance
De meeste Nederlandse ambulances zijn geschikt voor alle soorten vervoer. Naast de reguliere ambulances worden onder de noemer ambulance verschillende speciale voertuigen ingezet.
- Reguliere ambulance: geschikt voor de meeste spoedeisende en planbare ambulancezorg.
- Medium care ambulance: geschikt voor het uitvoeren van planbare ambulancezorg van stabiele patienten.
- Ambulancebus: in Nederland is één ambulancebus actief, die eigendom is van de drie noordelijke Regionale Ambulancevoorzieningen. De bus staat gestationeerd op Groningen Airport Eelde. Deze bus kan zes patiënten verplaatsen en beschikt over alle medische apparatuur en andere voorzieningen om de patiënten te behandelen.
- MICU (Mobile Intensive Care Unit) of SCU (Special Care Unit): grote ambulance met intensivecareapparatuur voor het vervoer van een intensivecarepatiënt, inclusief één of meerdere specialisten en intensivecareverpleegkundigen. Dit type ambulance vervoert naast volwassenen ook pasgeborenen en kinderen met een hoogcomplexe zorgvraag.
- Babylance of NICU (Neonatale Intensive Care Unit): ambulance voor het vervoer van baby's die niet in een couveuse maar wel met spoed moeten worden vervoerd.
- Adipeus vervoer of Heavy Duty: speciale ambulance met een specifiek uitgeruste brancard voor het vervoer van zwaarlijvige personen (in regel boven 140 kg).
- Rapid Responder: voertuigen met dezelfde of beperktere uitrusting dan een gewone ambulance en een ambulanceverpleegkundige (die een aanvullende rijopleiding heeft gehad) aan boord. Deze voertuigen kunnen sneller ter plaatse zijn dan een reguliere ambulance maar kunnen geen patiënten vervoeren. Meestal maken Rapid Responders gebruik van aangepaste personenwagens (monolance), maar ook bijvoorbeeld van motorambulances en ambulancefietsen. Rapid Responders worden ingezet om de tijd te beperken voordat medische hulp ter plaatse is. Ook kan de bemanning bestaan uit een huisarts en een ambulancechauffeur. Dit team kan worden ingezet bij meldingen waarbij bijvoorbeeld gehecht moet worden. Een ambulanceverpleegkundige mag niet hechten, maar een huisarts mag dit wel. Dit team (Spoedarts Rapid Responder) wordt aangestuurd door de meldkamer en dient niet te worden verward met huisartsenvervoer.
- MMT (Mobiel Medisch Team): een team dat bestaat uit een arts, een verpleegkundige en een chauffeur of piloot en wordt geformeerd vanuit een van de 10 traumacentra. Een MMT wordt vaak ingezet bij ernstige ongevallen om gespecialiseerde zorg te verlenen als aanvulling op de ambulancezorg. Het MMT beschikt over een voertuig en over een helikopter om ter plaatse te komen.
- Ambulancehelikopter (Medic 01): een helikopter die op Vliegbasis Leeuwarden is gestationeerd ten behoeve van het vervoer van patiënten vanaf de Waddeneilanden naar ziekenhuizen op het vasteland.
- GNK-c (Geneeskundige Combinatie): groep professionele en vrijwillige hulpverleners en hun materiaal die konden worden ingezet tot 2016 wanneer bij grote ongevallen of rampen de reguliere medische hulpverlening ontoereikend is. Geneeskundige Combinaties breidden de ambulancezorg dan uit. Een Geneeskundige Combinatie bestond uit een MMT, een AMBU-team (ambulanceteam) en een SIGMA-team (Rode Kruis vrijwilligers) en werkte onder verantwoordelijkheid van de GHOR.
- GGB (Grootschalige Geneeskundige Bijstand): vervangt sinds 2016 de Geneeskundige Combinatie (GNK-c). Binnen het GGB-model zijn ambulanceteams, huisartsen en vrijwilliger van het Rode Kruis betrokken. Het GGB-team van de ambulancedienst neemt de zorg voor T1 en T2 slachtoffers (zwaar gewonden) voor haar rekening en het Noodhulpteam (Rode Kruisvrijwilligers) de zorg voor de T3 slachtoffers (licht gewonden). Het noodhulpteam zal in de regel niet op de incidentlocatie werken, maar in een opvanglocatie of tent in de nabijheid. Het noodhulpteam bestaat uit 8 vrijwilligers (1 teamleider, 1 chauffeur, 6 leden) en kan op locatie worden uitgebreid met een huisarts ter ondersteuning van de slachtofferbehandeling.

#### Spoedeisend vervoer
Ambulances in Nederland kunnen ingezet worden met vier verschillende urgenties: A0-, A1-, A2- en B-urgenties. Deze urgenties worden uitgegeven door de Meldkamer Ambulancezorg (MKA; vroeger Centrale Post Ambulancevervoer oftewel CPA).
- A0-urgentie: een levensbedreigende situatie waarbij DIRECT medische zorg nodig is, zoals een reanimatie.
- A1-urgentie: een mogelijk levensbedreigende situatie (bijvoorbeeld een reanimatie, hartinfarct of ernstig ongeval) waarbij de ambulance binnen 15 minuten ter plaatse moet zijn en een slachtoffer met spoed naar een ziekenhuis moet worden gebracht. Bij een A1-urgentie wordt gereden met optische en geluidssignalen (blauwe knipperlichten en tweetonige hoorn), bij nadering van verkeersdrukte of een kruising eventueel aangevuld met een pneumatische tweetonige hoorn of een elektronische wail- en/of yelp-sirene.
- A2-urgentie: een dringende situatie die echter niet onmiddellijk levensbedreigend is en waarbij de ambulance binnen 30 minuten ter plaatse moet zijn. Bij een A2-urgentie wordt geen gebruik gemaakt van optische of akoestische signalen.

Wanneer een ambulance gebruikmaakt van de aanwezige optische en akoestische signalen is het een voorrangsvoertuig. Het overige verkeer moet dan voorrang geven en er kan bijvoorbeeld door rood worden gereden bij een verkeerslicht. Optische en akoestische signalen zijn dan verplicht. Vanaf 2009 gebruiken ambulances naast blauwe lichten net als politie en brandweer een uniforme tweetonige hoorn. Een ambulance is in Nederland duidelijk als (mogelijk) voorrangsvoertuig herkenbaar door de opvallende gele kleur en uniforme BZK-striping. Ook is de ambulance voorzien van de Star of Life(blauwe zesbenige ster met witte esculaap). Overigens zijn nog zeker niet alle ambulances in deze striping uitgevoerd. Ambulancediensten zijn vrij om het uiterlijk van hun voertuigen te kiezen, maar alleen ambulances met BZK-striping zijn vrijgesteld van BPM en wegenbelasting.

#### Planbaar vervoer
Dit betreft de derde urgentiecategorie: B-urgenties. Hierbij is sprake van niet-spoedeisend besteld vervoer, bijvoorbeeld het overbrengen van een patiënt van een ziekenhuis naar een verpleeghuis waarbij de patiënt niet met bijvoorbeeld een taxi verplaatst kan worden. In sommige regio's is de B-urgentie verder verdeeld in B1- en B2-ritten. De B1-ritten worden dan uitgevoerd door reguliere A-ambulances terwijl de B2-ritten door B-ambulances (zogenaamde zorgambulances of hulpambulances) worden uitgevoerd. Deze zorgambulances zijn te herkennen aan hun wagennummer dat begint met een 2 of een 4 in plaats van een 1. Omdat zorgambulances niet voor spoedeisend vervoer worden ingezet kunnen ze eenvoudiger zijn uitgerust dan een reguliere ambulance. Hun bemanning bestaat vaak uit speciale zorgambulancebegeleiders. Dit soort vervoer valt in zekere mate te vergelijken met het secundaire ambulancevervoer in België.

#### Ander vervoer
- Huisartsenvervoer: sommige huisartsenposten beschikken over een als ambulance gemarkeerde personenauto voor huisartsenvervoer, waarbij een huisarts door een chauffeur in ambulance-uniform snel ter plaatse kan worden gebracht. De uitrusting van de huisartsenauto is vaak beperkt (een spoedkoffer en een AED).
- Zitambulance: speciaal ingerichte personenauto voor vervoer van stabiele patiënten over grote afstanden (bijvoorbeeld bij repatriatie).
- Psychiatrisch vervoer: onder de naam psycholance werd tussen 2014 en 2019 in Amsterdam en, nadien, in sommige andere Nederlandse regio's een aangepaste (zorg)ambulance ingezet voor acuut psychiatrische triage en het vervoer van personen met acute psychiatrische klachten. Deze ambulance wordt bemand door een psychiatrisch deskundige en een aanvullend getrainde chauffeur.[7] Het idee komt uit Bergen in Noorwegen waar sinds 2005 een psychiatrische ambulance rijdt. Men wil door het gebruik van een psycholance professionele zorg in acute (psychiatrische) noodsituaties en tijdens regulier psychiatrisch ambulancevervoer bevorderen en 'reguliere' ambulancezorg ontlasten..

### België

#### Dringende Geneeskundige Hulpverlening
De Noodcentrales 112 zijn de provinciale alarmcentrales voor dringende medische oproepen. In deze centrales worden de oproepen aangenomen en, als dat nodig is, de ambulance uitgestuurd die het snelste ter plaatse is. Deze is bijna altijd verplicht het slachtoffer naar het dichtstbijzijnde ziekenhuis met een erkende gespecialiseerde spoedgevallendienst te brengen. Niet elk ziekenhuis beschikt daarover. Indien nodig kan de ziekenwagen ter plaatse assistentie vragen van een MUG-team, de brandweer en/of de politie.
In België moeten de ambulances ingezet in de Dringende Geneeskundige Hulpverlening (het 112-systeem) voldoen aan de opgelegde voorwaarden. Deze zijn zowel de uiterlijke kentekens (zoals de gele RAL 1016-kleur, battenburgpatroon en prioritaire signalen) als de wettelijk verplichte inhoud, opgelegd door de Federale Overheidsdienst Volksgezondheid. Zo wordt er gewaakt over de kwaliteit van de zorg. Alle ambulances beschikken over minstens twee hulpverleners-ambulanciers, voldoen aan de wettelijke normen en de wettelijk vastgelegde tarieven hanteren. De Federale Gezondheidsinspecteur (FGI) inspecteert of de ambulancediensten voldoen aan de normen. Steeds vaker bestaat de bemanning uit een DGH ambulancier en een verpleegkundige. De kosten voor het dringend vervoer per ambulance zijn voor een eigen bijdrage van zestig euro voor de patiënt wat jaarlijks geïndexeerd wordt en de rest voor de federale overheid. Voor 2022 is de eigen bijdrage € 62,11. De overige kosten worden vergoed middels subsidies en vergoedingen die weer afhangen van het aantal ritten, gereden kilometers en of de dienst 24/24 beschikbaar en inzetbaar is. Wanneer een patiënt om enige reden niet betaalt, betaalt het Fonds voor Dringende Geneeskundige Hulpverlening (FDGH) een deel van de interventiekosten aan de ambulancedienst en vordert het Fonds deze kosten terug van de patiënt of van de erfgenamen. Ook bij een overlijden of bijvoorbeeld een weigering van vervoer is er een wettelijke eigen bijdrage verschuldigd.

#### Niet-dringend patiëntenvervoer
Niet-dringend patiëntenvervoer (NDPV) is de nieuwe benaming voor het vroegere zogenenaamde secundair ambulancevervoer. Dit patiëntenvervoer valt nu nog buiten de Dringende Geneeskundige Hulpverlening (112-opdrachten), maar kan ook dringend zijn. Denk aan upgrade naar een ander ziekenhuis zoals naar een universitair ziekenhuis. Daarnaast ook bijvoorbeeld repatriëringen, geplande ziekenhuistransporten of aangevraagd ambulancevervoer. De benaming is echter verraderlijk: secundaire ziekenwagens doen dus nu en dan wel spoedritten, al vallen deze (nu nog) buiten het 112-vervoer. Voorbeelden daarvan zijn de genoemde spoedtransfers tussen ziekenhuizen maar ook een plotseling verslechterde toestand van een patiënt tijdens een gepland vervoer.
Secundaire ambulances worden meestal bemand door twee ambulanciers (niet-) dringend liggend ziekenvervoer. Deze ambulanciers zijn BLS getrainde amulanciers sinds 1 september 2021 een specifieke opleiding voor (niet-) dringend liggend ziekenvervoer. De ambulanciers worden bekwaam geacht om de toestand van een patiënt correct te kunnen inschatten zodanig dat zij indien nodig tijdig de hulp kunnen inschakelen van het 112-systeem of een eventueel gepland vervoer prioritair kunnen verderzetten. Secundaire ziekenwagens beschikken over een basisuitrusting voor het verlenen van eerste hulp, daaronder vallen een zuurstoffles, een defibrillator, wondverzorgingsmateriaal, zuurstof - en beademingsmaskers en middelen voor het nagaan van de medische parameters. Daarnaast is er nog een derde soort van ziekenwagens waar thans nog geen wettelijk kader voor is voorzien, de intermediaire ziekenwagens. Deze hebben minimaal de 112 uitrusting bij zich.
Voor het niet-kritiek patiëntenvervoer wordt er vooral beroep gedaan op de private ziekenwagendiensten. Goed om te weten is dat deze tarieven thans nog vrij zijn en de alle ambulancediensten die dit vervoer doen thans nog wettelijk als handelaar worden gezien. Voor een patiënt loont het dus zich vooraf goed te informeren. Vaak is gepland niet-kritiek patiëntenvervoer ook mogelijk via de mutualiteiten. Dan is de patiënt verzekerd van de allerlaagste prijs. Sinds 1 september 2021 valt de geplande ambulancezorg ook onder de zorg en zodoende heeft iedere patiënt in België recht op vrije keuze van zorgaanbieder!

## Ambulancedienst

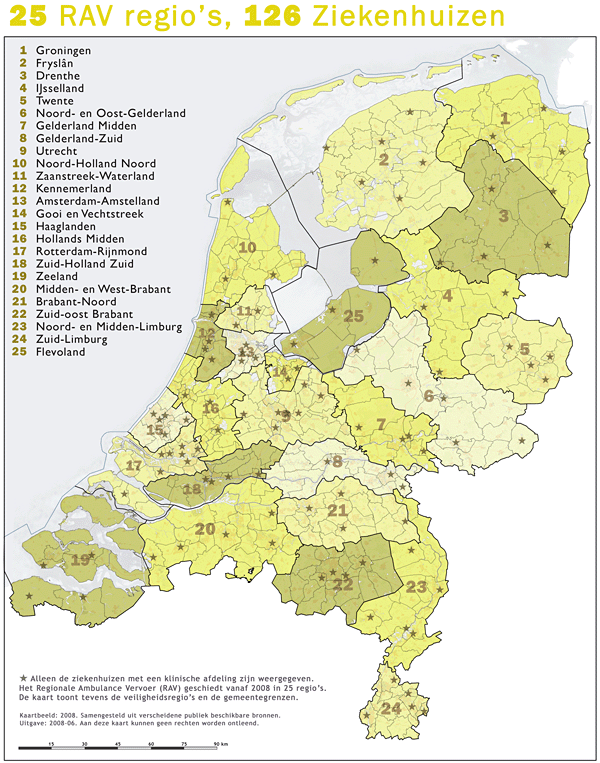
RAV-regio's en ziekenhuizen in Nederland (situatie 2008).

Een ambulancedienst is een organisatie die ambulances met deskundige hulpverleners beschikbaar heeft en deze op afroep inzet.

### Nederland
In Nederland is de Wet ambulancevervoer (1971) per 1 januari 2021 effectief vervangen door de Wet Ambulancezorg en is het tijdelijk eraf. (Twaz). Als gevolg hiervan zijn 25 grote ambulanceregio's ingericht. Deze nieuwe organisaties worden Regionale Ambulancevoorziening (RAV) genoemd. De regio's sluiten precies aan bij de bestaande 25 veiligheidsregio's, de regio-indeling die brandweer ook hanteert. De regionale eenheden van de politie omvatten vaak twee of drie veiligheidsregio's.
De vorming van RAV's beoogt een aantal voordelen te bereiken.
- Er is per regio nog maar één Meldkamer Ambulancezorg (MKA), terwijl voorheen veel ambulancediensten een eigen meldkamer hadden. Binnen een RAV werken publieke en private ambulancediensten nauwer samen. In enkele RAV's zijn de ambulancediensten ook gefuseerd tot één ambulancedienst.
- Het totaal aantal meldkamers neemt nog verder af doordat het totaal aantal regio's is teruggebracht tot 25.
- De meldkamers worden doorgaans gezamenlijk gehuisvest met de meldkamers van de veiligheidsregio's (zogenaamde Gemeenschappelijke Meldkamers), ook dat levert een besparing op.

Aan het roepnummer op de ambulance kan worden gezien, bij welke RAV deze hoort. Het 1e en 2e cijfer is code van de regio, het 3e cijfer is groep waartoe de eenheid behoort en het 4e en 5e cijfer zijn het nummer van de eenheid. Voor het derde cijfer worden de volgende groepen onderscheiden: Ambulance (1), Medium care (2), MICU, Speciale ambulance of ambulancemotor (3), Low care (4), Staf, directie, piket, logistiek en GGB (5), Internationale ambulance (6), Huisartsenvervoer (7), GHOR (8) en MMT (9).
Met de vorming van RAV's is vooruitgelopen op de nieuwe wet ambulancezorg die op 1 januari 2011 van kracht werd. Per veiligheidsregio wordt dan nog maar aan één ambulancedienst een vergunning verstrekt. De betreffende ambulancedienst verzorgt de ambulancezorg binnen de veiligheidsregio, maar moeten wel samenwerken omdat ze bij grote ongevallen en rampen grensoverschrijdend worden ingezet.

### België
Elke ambulancedienst die in de Dringende Geneeskundige Hulpverlening (het 112-systeem) wil functioneren moet erkend zijn door de Federale Overheidsdienst Volksgezondheid. Ambulancediensten zijn ofwel privébedrijven ofwel worden ze beheerd door een openbare overheid zoals een brandweerkorps. De meeste ambulancediensten in België zijn gevestigd bij (in volgorde van aantallen) private diensten, brandweer, ziekenhuizen, kruisverenigingen (zoals het Rode Kruis of Het Vlaamse Kruis) of de Civiele Bescherming.
Ambulances met twee ambulanciers zijn door hun grote verspreiding gemiddeld na zes à zeven minuten ter plaatse. In vele regio's is ook een MUG of PIT binnen de tien à vijftien minuten ter plaatse waardoor er snel een arts en spoedverpleegkundige aanwezig kan zijn op de plaats van het incident. België beschikt over meer ambulances en standplaatsen dan Nederland.

## Hervormingen in de Belgische ambulancezorg
Naar aanleiding van de terreuraanslagen op 13 november 2015 in Parijs en op 22 maart 2016 in Brussel voerde de Belgische federale overheid een analyse uit naar het functioneren van de hulpdiensten tijdens aanslagen. Het belangrijkste aandachtspunt dat naar voren kwam was de herkenbaarheid van de medische hulpverleners in 'graad' en hun voertuigen. Er werd een protocolakkoord afgesloten tussen de federale overheid en de deelstaten op de Interministeriële Conferentie Volksgezondheid om dezelfde uiterlijke kenmerken voor voertuigen en dezelfde uniforms voor medische hulpverleners toe te passen.
Concreet zouden secundaire ambulances bijvoorbeeld een witte basiskleur krijgen, terwijl voertuigen binnen de Dringende Geneeskundige Hulpverlening (DGH) hun gele basiskleur zouden behouden. Beide typen voertuigen zouden worden voorzien van retroreflecterende signalisatie, waaronder contourmarkeringen, een groen-geel battenburgpatroon op de zijkanten en een oranje-geel visgraatpatroon op de achterkant (gelijkaardig aan Engelse ambulances). Prioritaire signalen (blauwe waarschuwingslichten en sirene) zouden worden voorbehouden aan ambulances binnen de DGH én secundaire ambulances die geregeld ook prioritaire opdrachten uitvoeren. De secundaire ziekenwagens zouden voor het uitvoeren van een dringende opdracht nu ook de bevoegdheid nodig hebben van de Noodcentrales 112 of de medische dispatching, en ze zouden dezelfde uitrusting en bemanning moeten hebben als ambulances binnen de DGH. Op deze voorstellen kwam er veel protest vanuit de sector, met als voornaamste argumenten dat deze veranderingen het idee achter de secundaire ambulances ophief (met name het 'ontlasten' van de 112-ziekenwagens) en dat ze zelfs inbreuk deden op de herkenbaarheid van medische voertuigen.
Daarnaast zou elk voertuig worden voorzien van een uniek identificatienummer. De interventiekledij voor de medische hulpverleners zou bovendien worden gestandaardiseerd. Alle hulpverleners zouden eenzelfde geel-blauw uniform krijgen, met verschillende kleuren voor de Star of Life, afhankelijk van hun functie: rood voor artsen, groen voor verpleegkundigen, blauw voor hulpverlener-ambulanciers en zilver voor ambulanciers NDLZ.
De federale regering trok voorlopig 3,8 miljoen euro uit voor de aanpassingswerken die nodig zouden zijn aan de hulpverleningsvoertuigen binnen de DGH, en plande deze in 2018 rond te hebben. Er werd met de deelstaten een overgangstermijn van vijf jaar afgesproken waarbinnen zij de nieuwe voorschriften moesten opnemen binnen de toepasselijke erkenningsnormen voor ziekenhuizen en het niet-dringend ziekenvervoer. De eerste ambulance in Vlaanderen met de nieuwe uiterlijke kenmerken werd voorgesteld op 21 juli 2017 op het nationaal defilé in Brussel en daarna in gebruik genomen door de brandweer van Oostende.

Nieuwe uiterlijke kenmerken voor ambulances in België
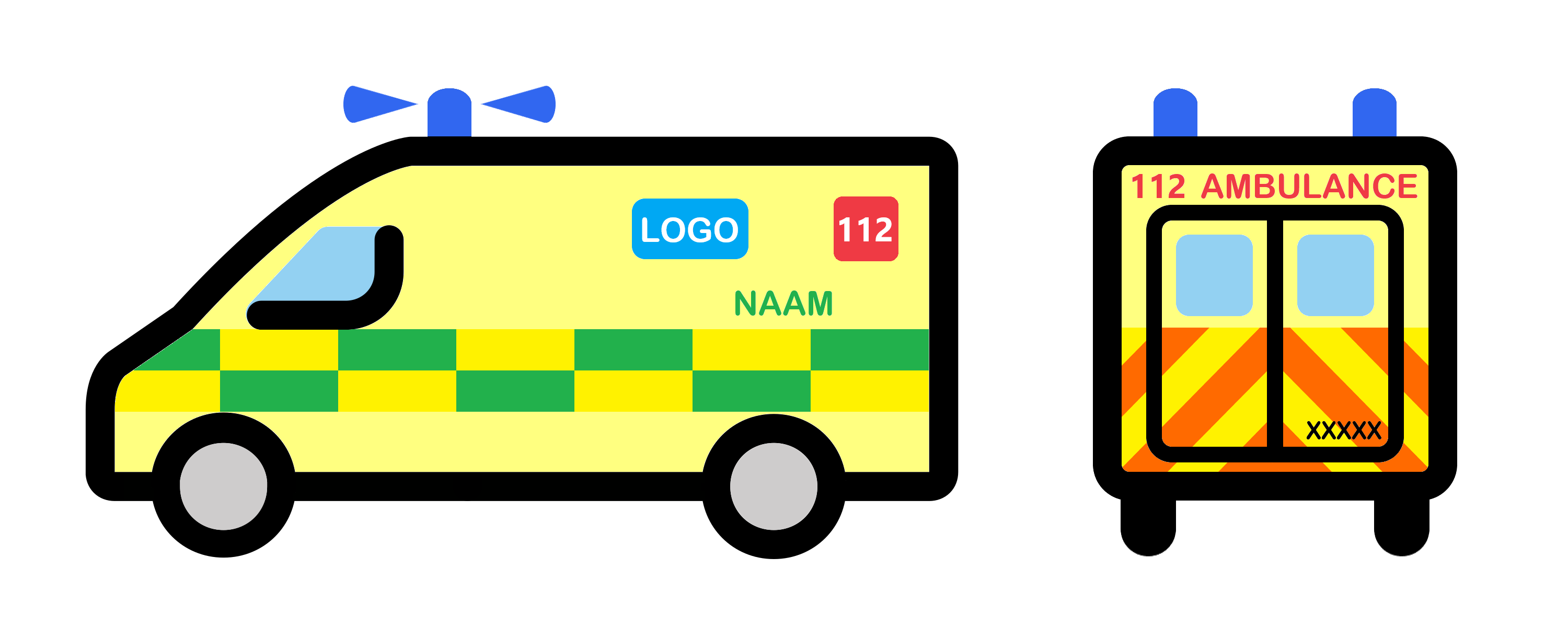
Ambulances in de DGH:(1) gele basiskleur (2) groen-geel battenburgpatroon op de zijkanten (3) naam en eventueel logo van de dienst op de zijkanten (4) logo van het noodnummer 112 op de zijkanten (5) oranje-geel visgraatpatroon op de achterkant (6) aanduiding "112 AMBULANCE" op voor- en achterkant (7) uniek vijfcijferig identificatienummer op de achterkant (8) prioritaire signalen (blauwe knipperlichten en sirene)
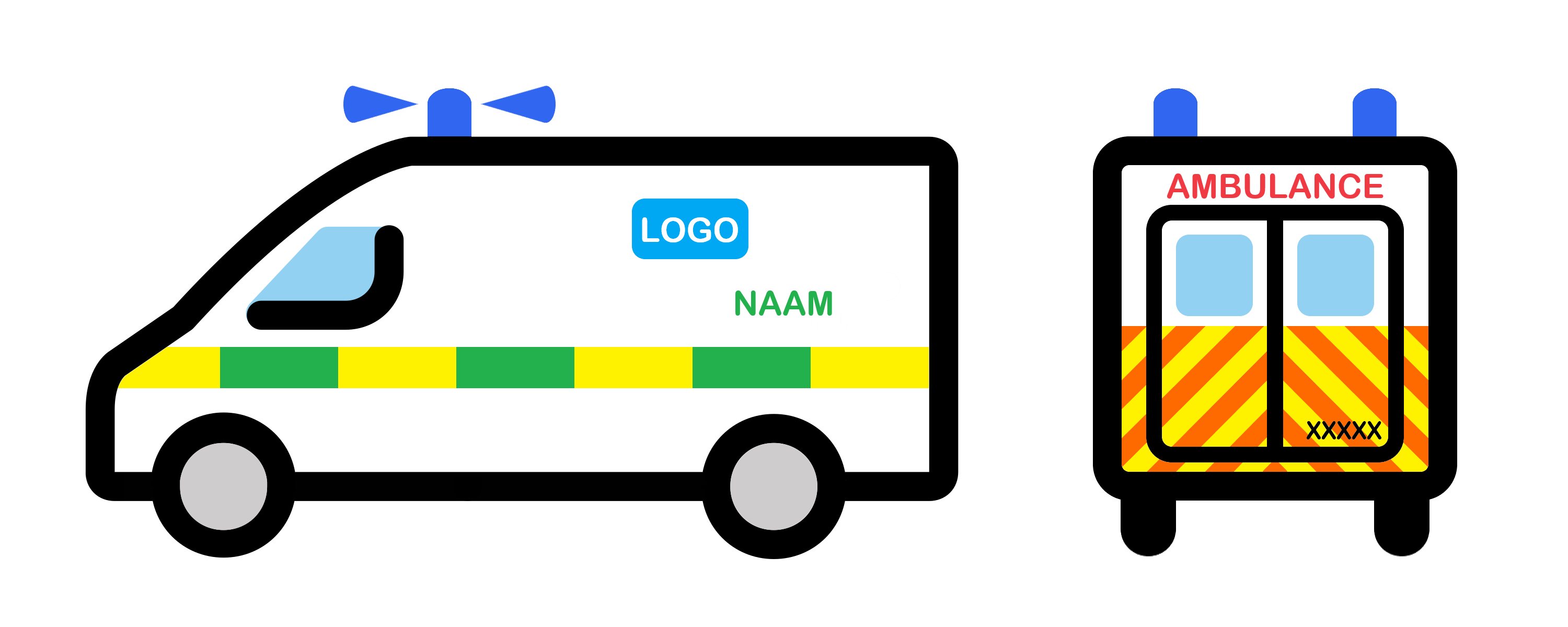
Intermediaire ambulances:(1) witte basiskleur (2) groen-geel battenburgpatroon op de zijkanten (3) naam en eventueel logo van de dienst op de zijkanten (4) oranje-geel visgraatpatroon op de achterkant (5) aanduiding "AMBULANCE" en eventueel telefoonnummer van de dienst op voor- en achterkant (6) uniek vijfcijferig identificatienummer op de achterkant (7) prioritaire signalen (blauwe knipperlichten en sirene)
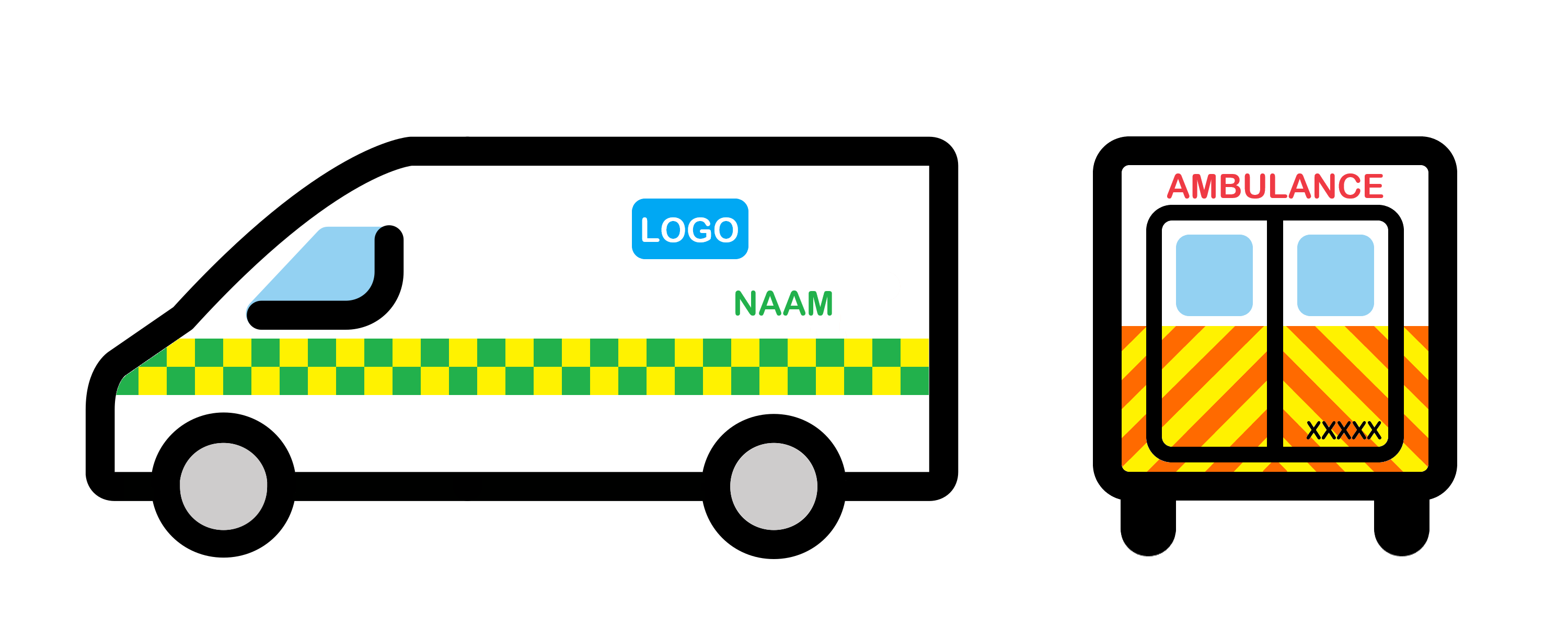
Ambulances in het niet-dringend ziekenvervoer:(1) witte basiskleur (2) groen-geel battenburgpatroon op de zijkanten (3) naam en eventueel logo van de dienst op de zijkanten (4) oranje-geel visgraatpatroon op de achterkant (5) aanduiding "AMBULANCE" en eventueel telefoonnummer van de dienst op voor- en achterkant (6) uniek vijfcijferig identificatienummer op de achterkant

- Ambulances in de DGH:(1) gele basiskleur
(2) groen-geel battenburgpatroon op de zijkanten
(3) naam en eventueel logo van de dienst op de zijkanten
(4) logo van het noodnummer 112 op de zijkanten
(5) oranje-geel visgraatpatroon op de achterkant
(6) aanduiding "112 AMBULANCE" op voor- en achterkant
(7) uniek vijfcijferig identificatienummer op de achterkant
(8) prioritaire signalen (blauwe knipperlichten en sirene)
- Intermediaire ambulances:(1) witte basiskleur
(2) groen-geel battenburgpatroon op de zijkanten
(3) naam en eventueel logo van de dienst op de zijkanten
(4) oranje-geel visgraatpatroon op de achterkant
(5) aanduiding "AMBULANCE" en eventueel telefoonnummer van de dienst op voor- en achterkant
(6) uniek vijfcijferig identificatienummer op de achterkant
(7) prioritaire signalen (blauwe knipperlichten en sirene)
- Ambulances in het niet-dringend ziekenvervoer:(1) witte basiskleur
(2) groen-geel battenburgpatroon op de zijkanten
(3) naam en eventueel logo van de dienst op de zijkanten
(4) oranje-geel visgraatpatroon op de achterkant
(5) aanduiding "AMBULANCE" en eventueel telefoonnummer van de dienst op voor- en achterkant
(6) uniek vijfcijferig identificatienummer op de achterkant

## Statistieken

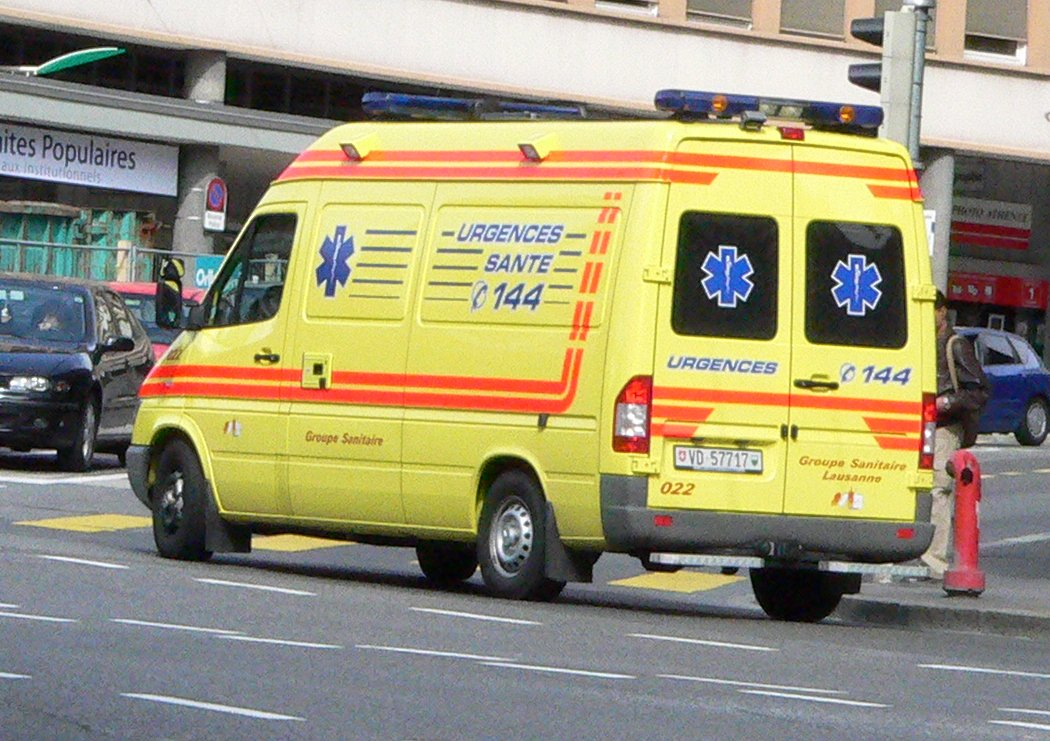
Ambulance uit Lausanne

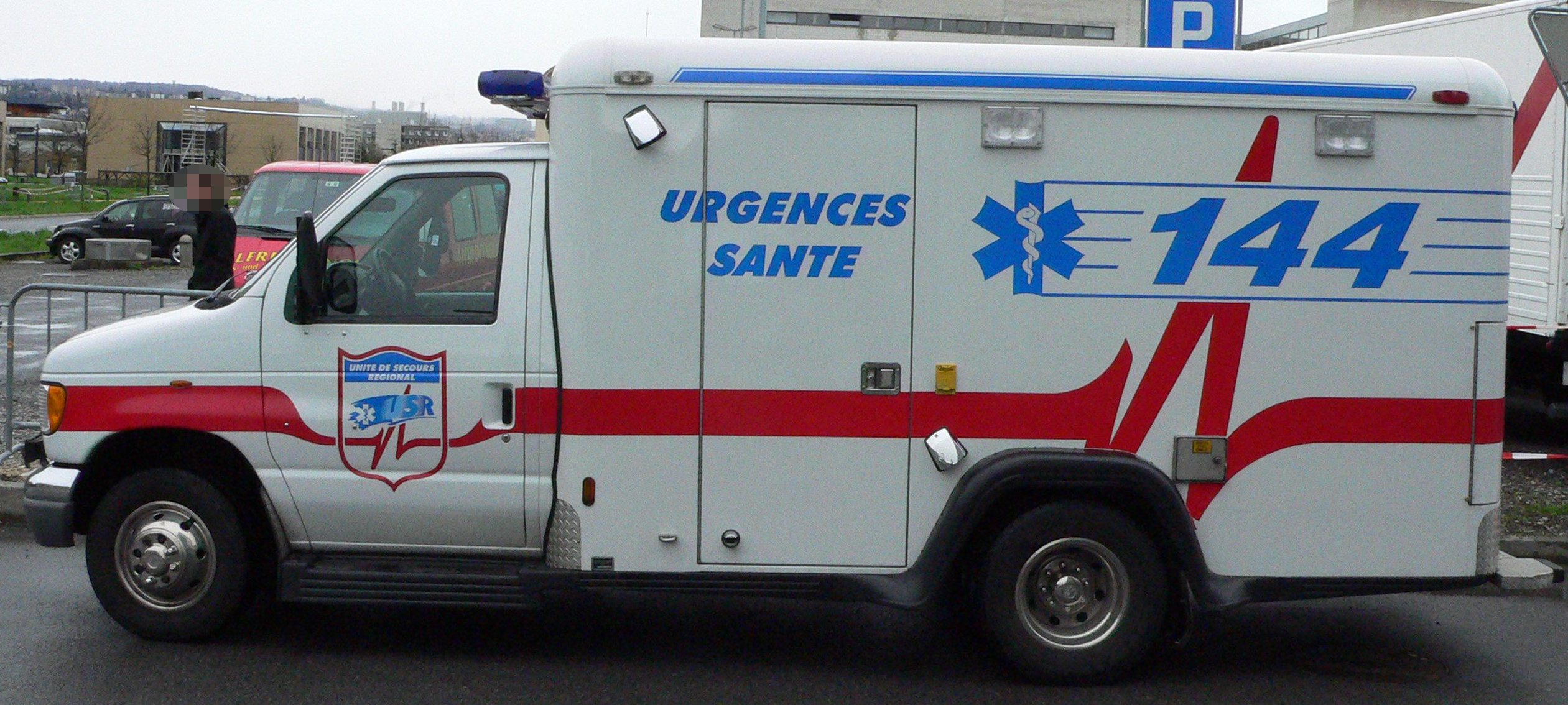
USR-Ambulance in Lausanne

### Nederland

#### Organisatie
Eind 2014 waren er in Nederland 755 ambulances verspreid over 231 standplaatsen. Het totale landelijke budget voor ambulancezorg (inclusief de meldkamers) bedroeg ongeveer 500 miljoen euro in 2014, wat neerkwam op ongeveer 29,60 euro per Nederlands inwoner.
Het totale aantal medewerkers in de ambulancezorg bedroeg 5 653 mensen eind 2014, waarvan 4 898 oftewel 86,6% in de kernfuncties (zoals ambulanceverpleegkundige, ambulancechauffeur en meldkamercentralist) werkzaam waren. 3868 medewerkers waren man terwijl 1785 medewerkers vrouw waren. Het grootste deel van de medewerkers (71,4%) was tussen de 35 en 54 jaar oud. Het aantal medewerkers was met 8,5% toegenomen ten opzichte van 5209 medewerkers in 2010.

#### Ambulance-inzetten
Het aantal inzetten in 2014 kon worden onderverdeeld in A1-, A2- en B-inzetten. Daarnaast kon het ook worden onderverdeeld in:
- Declarabele inzetten waarbij een patiënt vervoerd is.
- EHGV-inzetten (Eerste Hulp Geen Vervoer) waarbij een ambulance wel ter plaatse is gekomen maar waarbij ter plaatse na de eerste zorgen bleek dat vervoer per ambulance niet noodzakelijk was.
- Loze inzetten waarbij de ambulance eigenlijk niet ter plaatse had moeten komen (bijvoorbeeld wanneer ter plaatse bleek dat de patiënt niet meer aanwezig was).
- Afgebroken inzetten waarbij de meldkamer de inzet afbrak voordat de ambulance ter plaatse was.

De aantallen waren als volgt:
| Inzetten             | Aantal    | % van totaal | Gemiddelde responstijd | Normtijd respons | % ter plaatse binnen norm |
| -------------------- | --------- | ------------ | ---------------------- | ---------------- | ------------------------- |
| A1-inzetten          | 579 784   | 49%          | 9:29 minuten           | 15 minuten       | 93,4%                     |
| A2-inzetten          | 288 924   | 24%          | 14:56 minuten          | 30 minuten       | 96,7%                     |
| B-inzetten           | 321 612   | 27%          |                        |                  |                           |
| Totaal               | 1 190 320 |              |                        |                  |                           |
|                      |           |              |                        |                  |                           |
| Declarabele inzetten | 874 944   | 74%          |                        |                  |                           |
| EHGV-inzetten        | 243 530   | 20%          |                        |                  |                           |
| Loze inzetten        | 53 311    | 4%           |                        |                  |                           |
| Afgebroken inzetten  | 18 535    | 1%           |                        |                  |                           |
| Totaal               | 1 190 320 |              |                        |                  |                           |

Daarmee zijn er in 2014 gemiddeld 70 inzetten per 1000 inwoners uitgevoerd, waarvan 51 inzetten per 1000 inwoners spoedeisend (A1- of A2-inzet) waren. Het totale aantal ambulance-inzetten is tevens 4% gegroeid ten opzichte van 2013 en 12% ten opzichte van 2010; in 2010 waren er 1 061 268 ambulance-inzetten. Er zijn ten opzichte van 2010 dus 129 052 inzetten bijgekomen in 2014. Het aantal A1- en A2-inzetten steeg respectievelijk met 25% en 17% ten opzichte van 2010, terwijl het aantal B-inzetten juist met 8% afnam ten opzichte van 2010. De verhouding van planbare tot spoedeisende ambulancezorg is daarmee de afgelopen jaren geleidelijk verschoven.
In 2014 vond 53% van de ambulance-inzetten overdag plaats, 33% 's avonds en 14% 's nachts. Gemiddeld werden er dagelijks 3 258 inzetten uitgevoerd, met gemiddeld 136 inzetten per RAV-regio. De meeste ambulance-inzetten vonden plaats op Koningsdag en Nieuwjaarsdag in 2014. De rustigste dagen vonden plaats tijdens juli en augustus. Gemiddeld vonden 52% van de inzetten plaats in stedelijk gebied, 30% in matig stedelijk gebied en 18% in perifeer gebied.

#### Andere inzetten
In 2014 beschikten 7 RAV-regio's, met name Groningen, IJsselland, Gelderland-Zuid, Utrecht, Amsterdam-Amstelland, Rotterdam-Rijnmond en Zuid-Limburg, over een MICU (telkens verbonden aan een Universitair Medisch Centrum, behalve RAV-regio IJsselland). Deze MICU's voerden in totaal 1 504 ritten uit. Daarnaast werkten 22 RAV-regio’s in 2014 structureel met Rapid Responders, die in totaal 53 749 interventies uitvoerden. In 2014 vonden verder 8 989 MMT-inzetten plaats. Ook werden in 2014 door negen RAV-regio's inzetten van first responders geregistreerd; dit bedroeg in totaal 2 604 inzetten.

#### Patiënten
Uit gegevens van 21 RAV-regio's bleek dat gemiddeld 49% van de patiënten man en 51% vrouw was in 2014. 1% van de patiënten was een pasgeborene of zuigeling, 4% was kind, 61% was volwassene en 34% was een oudere. Uit gegevens van 15 RAV-rregio's bleek dat 24% van de behandelde problemen cardiologische ziektebeelden betrof, 18% betrof internistische ziektebeelden, 16% betrof traumatologie/heelkunde, 11% betrof neurologische problemen, 8% betrof pulmonologische problemen, 1% betrof gynaecologie/obstetrie en 21% betrof overige problemen. In 2014 hebben in 17 RAV-regio´s ambulancemedewerkers ondersteuning verleend bij ongeveer 800 bevallingen in totaal. 14 RAV-regio’s rapporteerden in 2014 dat zij in totaal 3 892 reanimaties uitvoerden.
Uit gegevens van 16 RAV's aan de hand van Consumer Quality index (CQi)-vragenlijsten bleek dat in 2013 patiënten de ambulancezorg gemiddeld hoog tot zeer hoog waarderen (met gemiddeld 9 op 10 voor de ambulancezorg en 8,4 op 10 voor de meldkamer). Alle ambulancediensten samen hebben in 2014 in totaal 699 klachten ontvangen; dat is 1 klacht voor elke 1 700 ambulance-inzetten.

#### Agressie
In 2014 noteerden 22 RAV-regio’s 351 agressie-incidenten, of met andere woorden 0,3 incidenten per 1 000 inzetten. Verbaal geweld kwam met 64% het meest voor, gevolgd door fysiek geweld met 24%. In 35% van de gevallen was de patiënt zelf de agressor, in 65% van de gevallen was dat iemand anders dan de patiënt.

#### Meldkamers
Van 21 naar 10 meldkamers ambulancezorg in 2017: de minister heeft bepaald dat een aantal meldkamers met ingang van 2017 wordt samengevoegd. Vanaf 2017 zijn er dan nog 10 meldkamers ambulancezorg. Locaties van deze 10 meldkamers: Drachten, Apeldoorn, Soest, Haarlem, Amsterdam, Den Haag, Rotterdam, Bergen op Zoom, Den Bosch en Maastricht.

### Nederland
- De mensen van de ambulance
- Academie voor Ambulancezorg
- Ambulancezorg Nederland
- GGD GHOR Nederland
- Landelijk Netwerk Acute Zorg
- Instituut Fysieke Veiligheid

### België
- Federale Overheidsdienst Volksgezondheid
- Vlaams Agentschap Zorg & Gezondheid
- Belgische Beroepsvereniging van Ambulancediensten